# Southern African Research and Documentation Centre
Das Southern African Research and Documentation Centre, Abkürzung SARDC (deutsch etwa: „Forschungs- und Dokumentationszentrum für das Südliche Afrika“) ist eine 1985 gegründete afrikanische, nichtstaatliche Organisation mit Sitz in Harare (Simbabwe). Diese Organisation setzt sich aus mehreren Forschungsclustern zusammen, die als Institute bezeichnet werden. Zudem verfügt sie über ein Archiv mit Dokumenten, die bis in die Zeit der ersten Unabhängigkeitserklärungen afrikanischer Nationalstaaten zurückreichen.
Vorsitzender von SARDC ist der Kongolese Félix Tshisekedi und sein Stellvertreter der mosambikanische Journalist Arlindo Lopes (Stand 2022).

## Entstehung
Dieses Forschungs- und Dokumentationszentrum entstand 1985 auf Initiative von Julius Nyerere, dem ersten Staatspräsident der Republik Tansania, der mit dem Leitspruch „Knowledge is Power“ (deutsch: „Wissen ist Macht“) auf die notwendige Kompetenzentwicklung unter den nichteuropäischstämmigen Führungskräften afrikanischer Staaten hinwies. Für Nyerere galten Einheit, Integrität und Wissen als wesentliche Faktoren zur Einleitung einer sozioökonomischen Entwicklung im Sinne der neuen politischen Kräfte in den unabhängig gewordenen Staaten. Dafür bedurfte es einer institutionellen Basis, mit der die Entwicklungsfähigkeit der neuen Nationalstaaten zu befördern war. Im Zuge der Gründung der Southern African Development Coordination Conference (SADCC) als Vorläuferin der SADC erkannten die Staatsoberhäupter der Frontlinienstaaten die dringend notwendige Ausarbeitung entwicklungspolitischer Ziele für ihre Länder und Gemeinschaften.
Gründungsdirektor des Southern African Research and Documentation Centre war ein junger britischer Journalist und versierter Fotograf, David Martin (* 14. April 1936; † 18. August 2007), der sich wegen seiner Integrität und sachorientierter Berichterstattung in mehreren afrikanischen Staaten bereits großes Ansehen erworben hatte. In den 1970er Jahren hatte er für die britische Zeitung The Observer aus Ostafrika berichtet. An der Gründung von SARDC war auch seine Partnerin, die Historikerin Phyllis Johnson federführend beteiligt.
Heute (2022) befindet sich der Sitz der Organisation im Julius-K.-Nyerere-Haus in Harare, das mit seiner Benennung an den Gründungspatron erinnert.

## Arbeitsfelder
Im Fokus des SARDC stehen fünf Themenfelder, für die es folgende Fachabteilungen gibt:
- Demokratie und Regierungspraxis
- Gender Studies
- Menschliche Entwicklung
- regionale Wirtschaftsentwicklung
- Umwelt und Wasserressourcen

Enge Arbeitsbeziehungen bestehen mit dem Sekretariat und Fachbereichen der Southern African Development Community (SADC), der International Union for Conservation of Nature and Natural Resources (IUCN), dem Umweltprogramm der Vereinten Nationen (UNEP) sowie zu Netzwerken nationaler Partner in den SADC-Mitgliedstaaten.

## Struktur
Das SARDC hat folgende Organisationsstruktur:
- Beyond Inequalities Gender Institute
- History Institute – History Today
- I Musokotwane Environment Resource Centre for Southern Africa (IMERCSA)[6]
- Institute for China Africa Studies in Southern Africa
- Regional Economic Development Institute

Im Institut History Today befinden sich eine umfangreiche Sammlung von Dokumenten zur Geschichte des Südlichen Afrikas in verschiedenen Medienarten. Das sind im Einzelnen:
- Bücher, Zeitschriften, Zeitungs- und Zeitschriftenartikel, Berichte, Fotos und Videos
- offizielle Dokumente seit der Existenz der SADC und der Afrikanischen Union; ferner von den afrikanischen Unabhängigkeitsbestrebungen und der Anti-Apartheid-Bewegung seit 1964 sowie des African Liberation Committee der Organisation für Afrikanische Einheit aus dem Gründungsjahr 1963 und den Folgejahren.[7]

## Periodika
- SADC today, später als Southern Africa today (Print- und Online-Ausgaben)[8]

Dieser Newsletter wurde als zweimonatiges Informationsmagazin vom SARDC im Auftrag des Sekretariats der SADC herausgebracht. Die erste Ausgabe erschien zum 1. Februar 1997. Die aktuellen Ausgaben werden in englisch, französisch und portugiesisch mit Unterstützung der Austrian Development Agency publiziert.
- The Zambezi, Special Issue on ZAMCOM, Vol. 1 in 2000 erschienen
- Southern Africa Environment Outlook. zuvor State of Environment reports